# 商社金融
商社金融（しょうしゃきんゆう）とは、商社が商品の支払サイト（代金支払猶予期間）を通じて実質的に融資を行うことを指す。
日本的な商慣習では、業界によっては手形による支払が一般的であるために、支払サイトが非常に長期になる場合がある。そのため、商社がメーカーと客先の間に入り、メーカーに対しては早期に代金を支払って資金繰りを助け、客先に対しては希望通り長期の（手形を含む）支払サイトを受け入れることによって、その期間の差のリスクと金利を負担し、その代償としてマージンを得ることが一般的に行われる。この時、支払サイトの期間中、客先に対して実質的に商品代金分の金額を貸し付けている状態となるため、「商社金融」と呼ばれる。
支払サイトを通じて実質的に貸付を行っている状態を通常与信と呼ぶ。銀行など金融機関のように担保を取って現金を貸し付けるのではなく、商品の流通に基づく金融であるために、特定の客先が大量に商品を購入すればそれだけ高額の与信が発生することになり、その客先が倒産した場合多額の損失が発生する（貸倒）リスクを負うことになる。そのため、通常は客先ごとに与信枠を設定し、それを超える場合には支払サイトの短縮や前払いなどへの条件変更をしてリスクの低減を図る。しかし、場合によっては客先から発注があり、商品も用意できるのに、与信枠がなくて売れないという事態もありうるので、与信枠が低すぎればそれだけ商量を限定することになってしまう。しかし、高すぎる場合には貸倒リスクが増大するため、与信枠の設定には独自のノウハウが必要となり、そのリスクを負うことによる収益が商社本来の収益の源泉であった。
過去には、商社の規模やステータスが売上高によって判断されていたために、このような金融的取引が売上高向上の武器として広く利用されていた。しかし近年では、以下のような理由から以前より廃れてきている。
- 商社のステータスの判断基準が売上高から利益中心に移行し、さらにはリスク管理の考え方が一般化したことで、リスクが大きくマージンが小さい金融的取引の魅力がなくなった。
- 客先が購買コスト削減のため、支払サイトを短縮してでも商社を外して直接取引することが一般的になった。
- 企業会計上、このような単純に右から左に流すだけの金融的取引では「売上」として認められず、差額のマージン部分のみを「手数料収入」として計上するようになってきている。